# La Chapelle du Lou du Lac
La Chapelle du Lou du Lac is een gemeente in het Franse departement Ille-et-Vilaine (regio Bretagne). De plaats maakt deel uit van het arrondissement Rennes. La Chapelle du Lou du Lac is op 1 januari 2016 ontstaan door de fusie van de gemeenten La Chapelle-du-Lou en Le Lou-du-Lac. De gemeente telde 1.037 inwoners op 1 januari 2022.

## Geografie
De oppervlakte van La Chapelle du Lou du Lac bedroeg op 1 januari 2022 10,46 vierkante kilometer; de bevolkingsdichtheid was toen 99,1 inwoners per km².

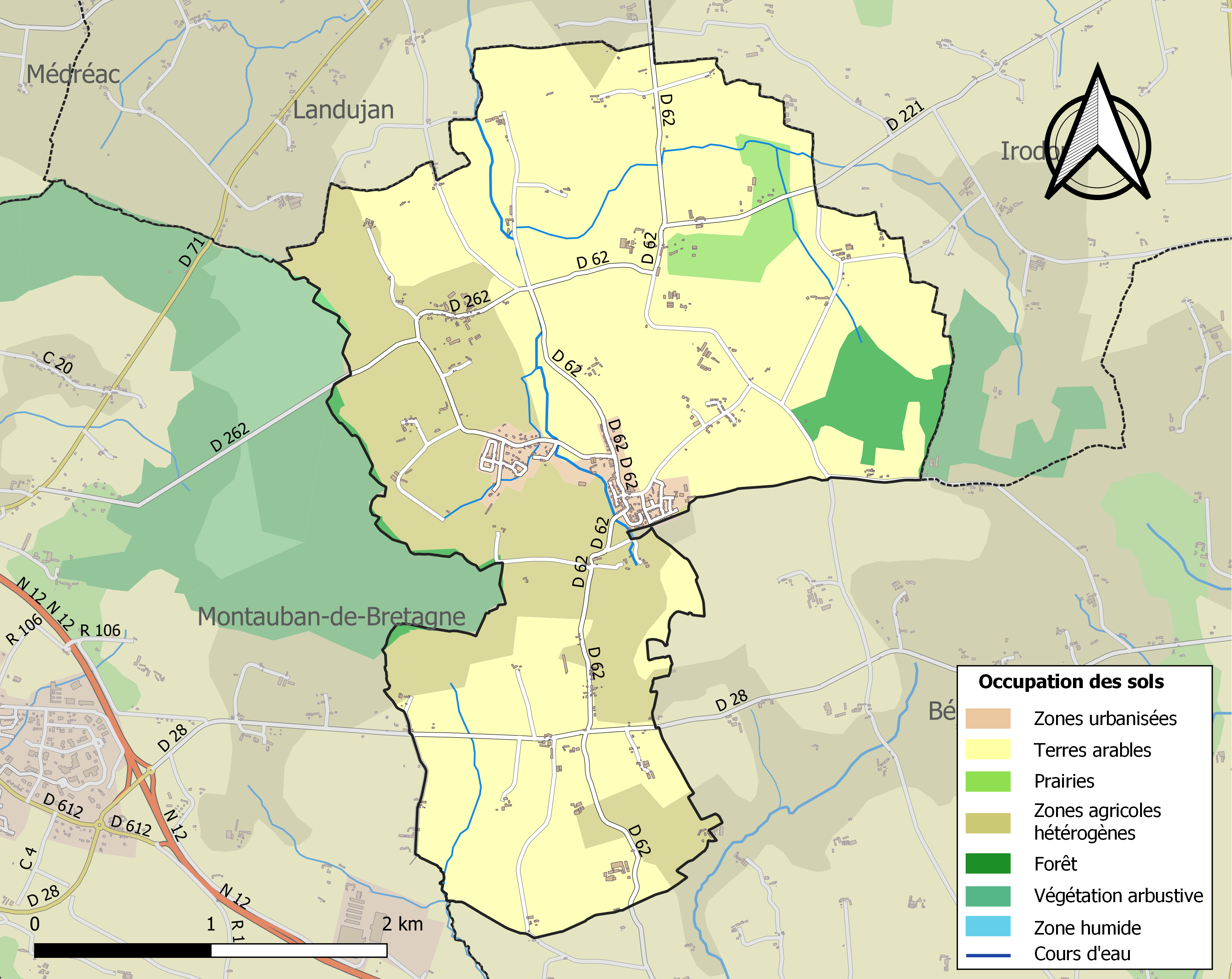
Kaart van de gemeente met belangrijkste infrastructuur, bodemgebruik en omliggende gemeenten